# Susan Atwood
Susan Atwood (Long Beach, 5 de junio de 1953) es una nadadora estadounidense retirada especializada en pruebas de estilo espalda, donde consiguió ser campeona olímpica en 1972 en los 200 metros.

## Carrera deportiva
En los Juegos Olímpicos de Múnich 1972 ganó la medalla de plata en los 200 metros espalda, llegando a meta tras su compatriota Melissa Belote que batió el récord del mundo con 2:19.19 segundos, y el bronce en 100 metros espalda.
Y en los Juegos Panamericanos de 1971 celebrados en Cali, Colombia, ganó cinco medallas: plata en 100 y 200 metros espalda, 200 metros estilos y 4x100 metros estilos; y bronce en los 400 metros estilos.